# Justizpalast
Lo Justizpalast (Palazzo di Giustizia) è la sede del Ministero della giustizia bavarese e si trova a Monaco di Baviera.

## Architettura

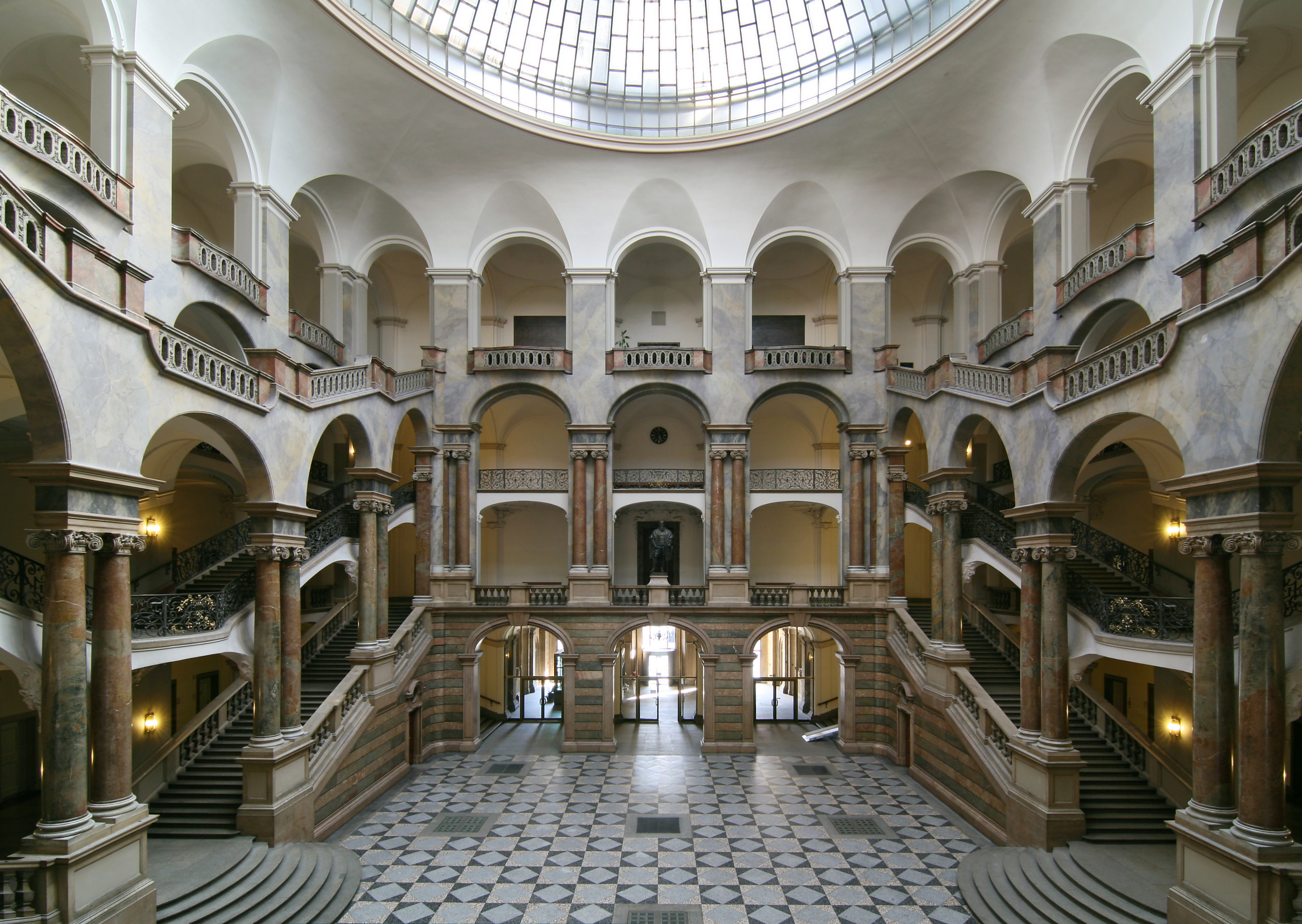

L'edificio venne costruito tra il 1891 ed il 1898 su progetto di Friedrich von Thiersch, in stile neobarocco con particolari anche manieristi. La novità di tale costruzione per l'epoca fu la cupola di ferro e vetro, che fungeva da lucernaio. L'interno, in particolar modo la scalinata principale ed il salone, sono ricchissimi di dettagli.

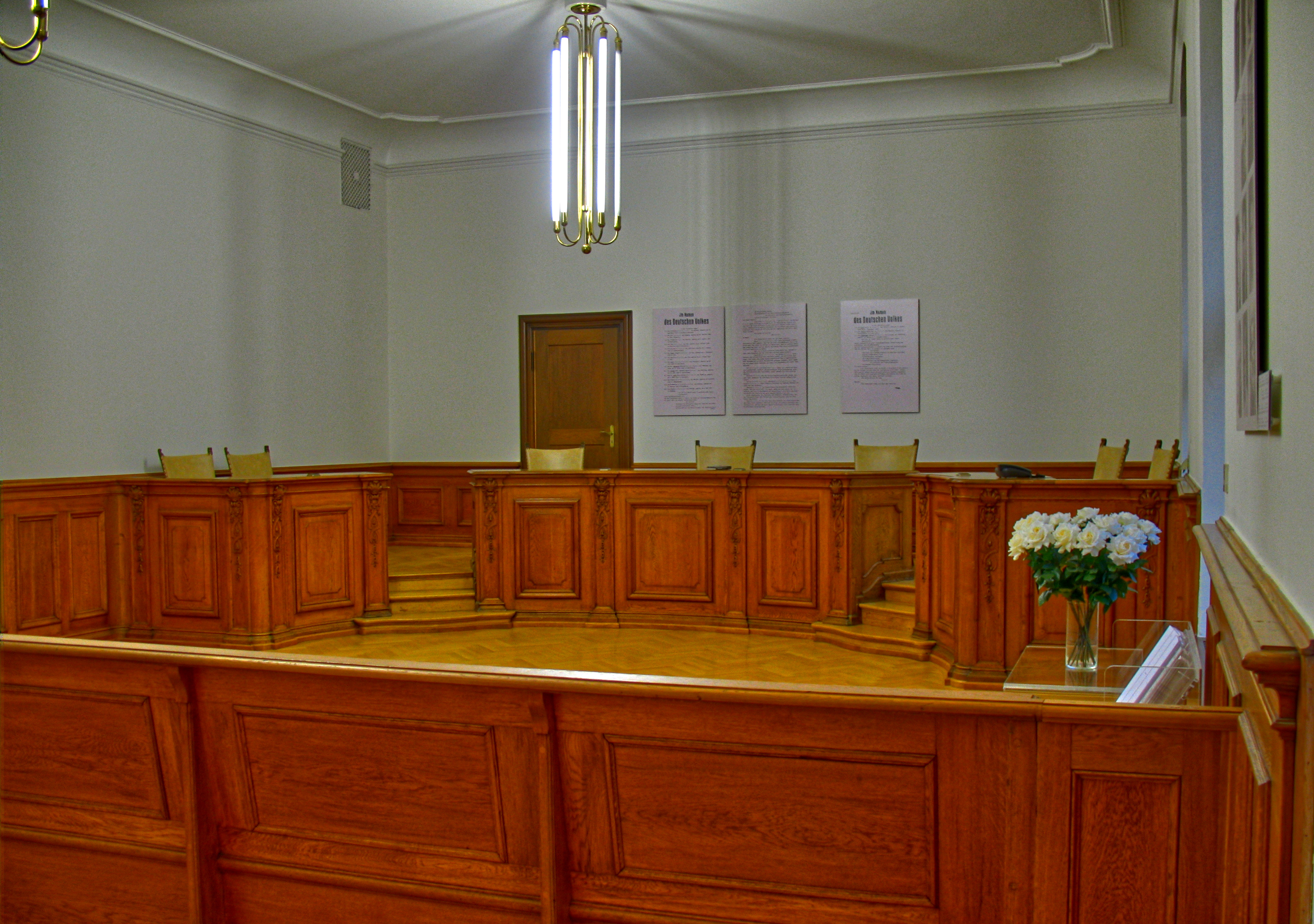
Stanza dove ebbe luogo il processo alla Rosa Bianca.

Qui nel 1943 ebbe luogo il processo agli studenti della Rosa Bianca. Oggi la sala storica del processo è stata adibita a spazio museale.
A nord dell'edificio si trova la Neues Justizgebäude (Nuova Corte di Giustizia), costruita tra il 1906 ed il 1908 sempre su progetto di von Thiersch, in stile gotico con tanto di campanile.

## Galleria d'immagini

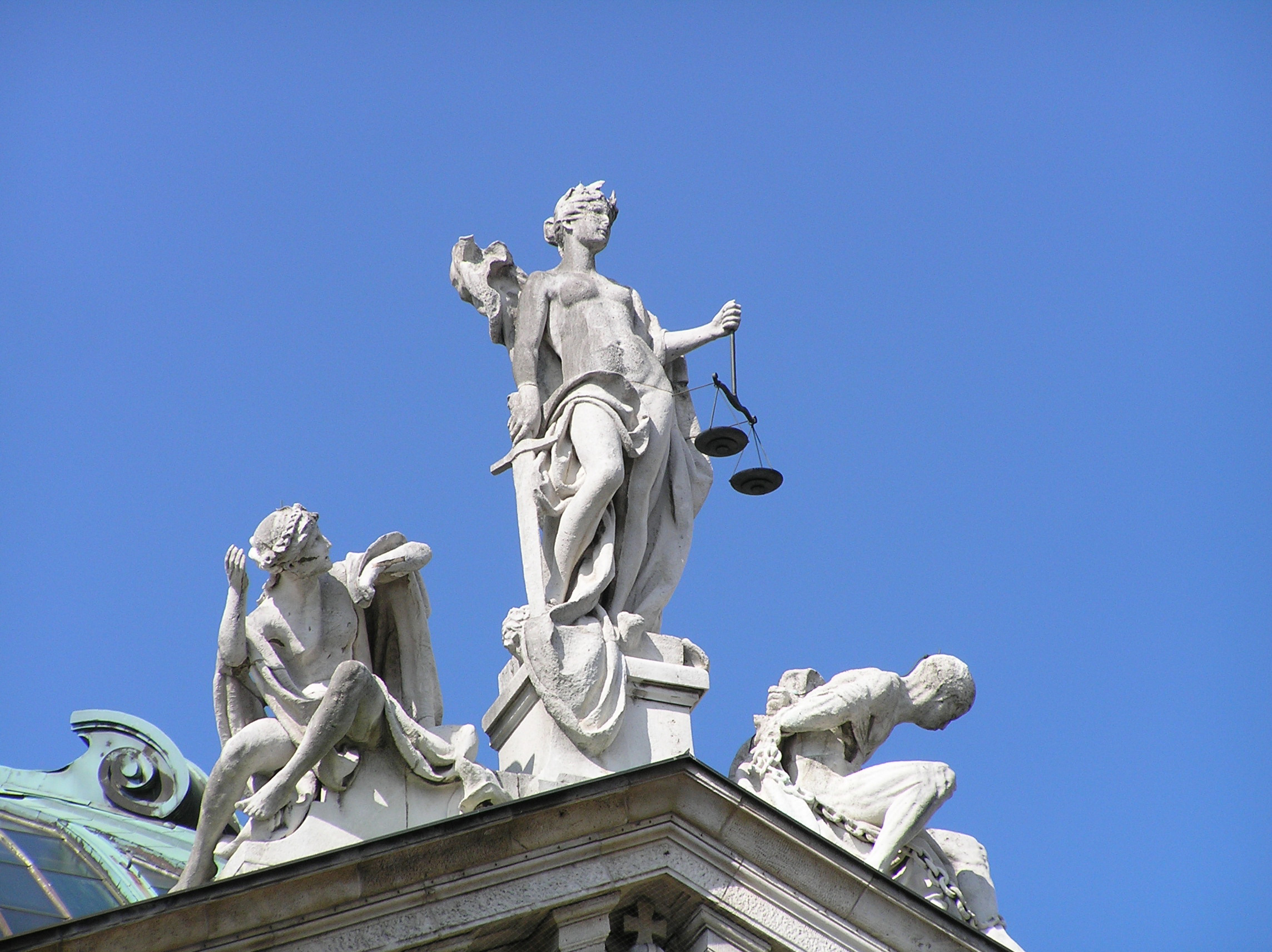
Justitia (scultura, forse di Jacob Ungerer)
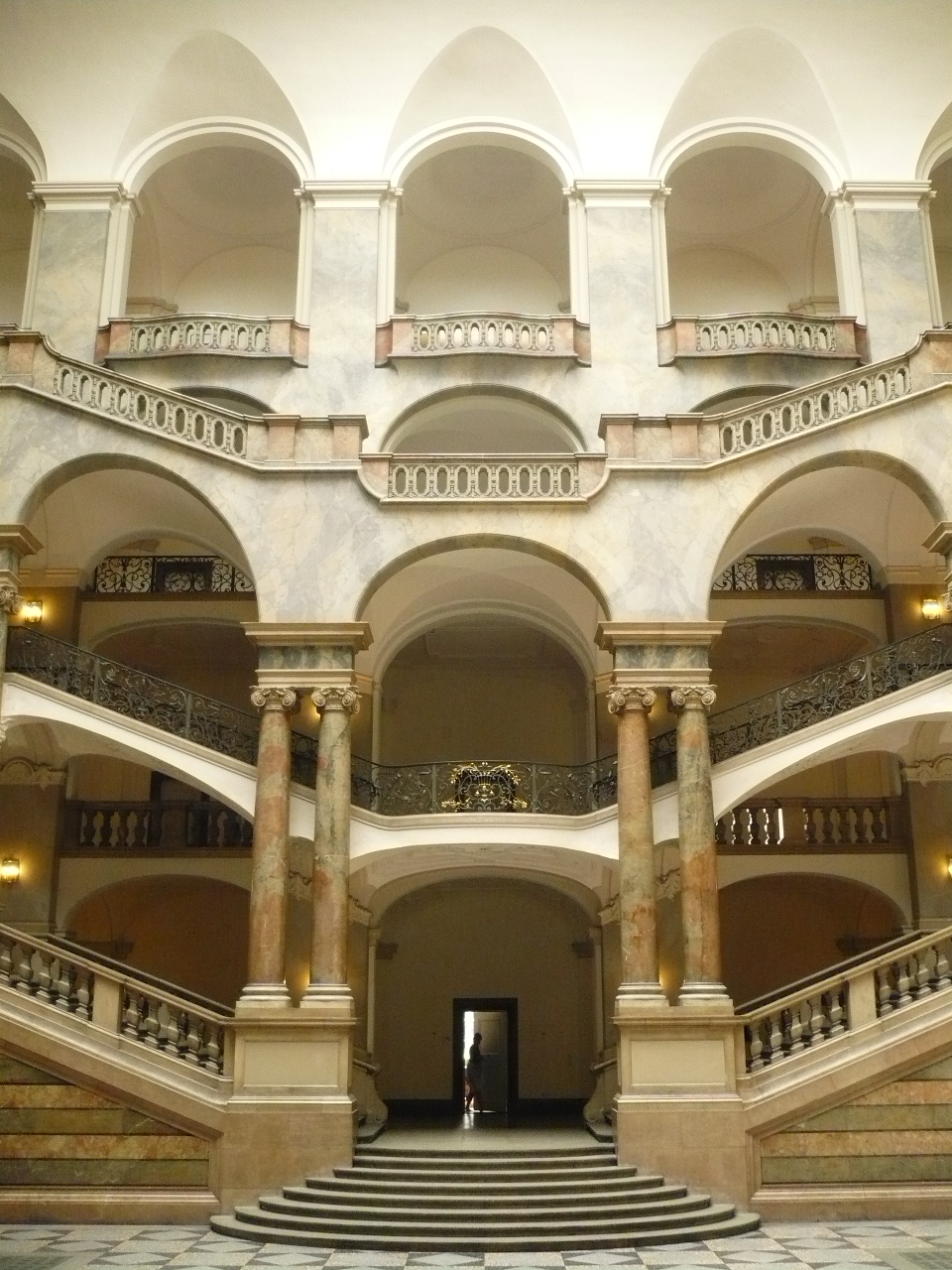
Scalinata e ingresso
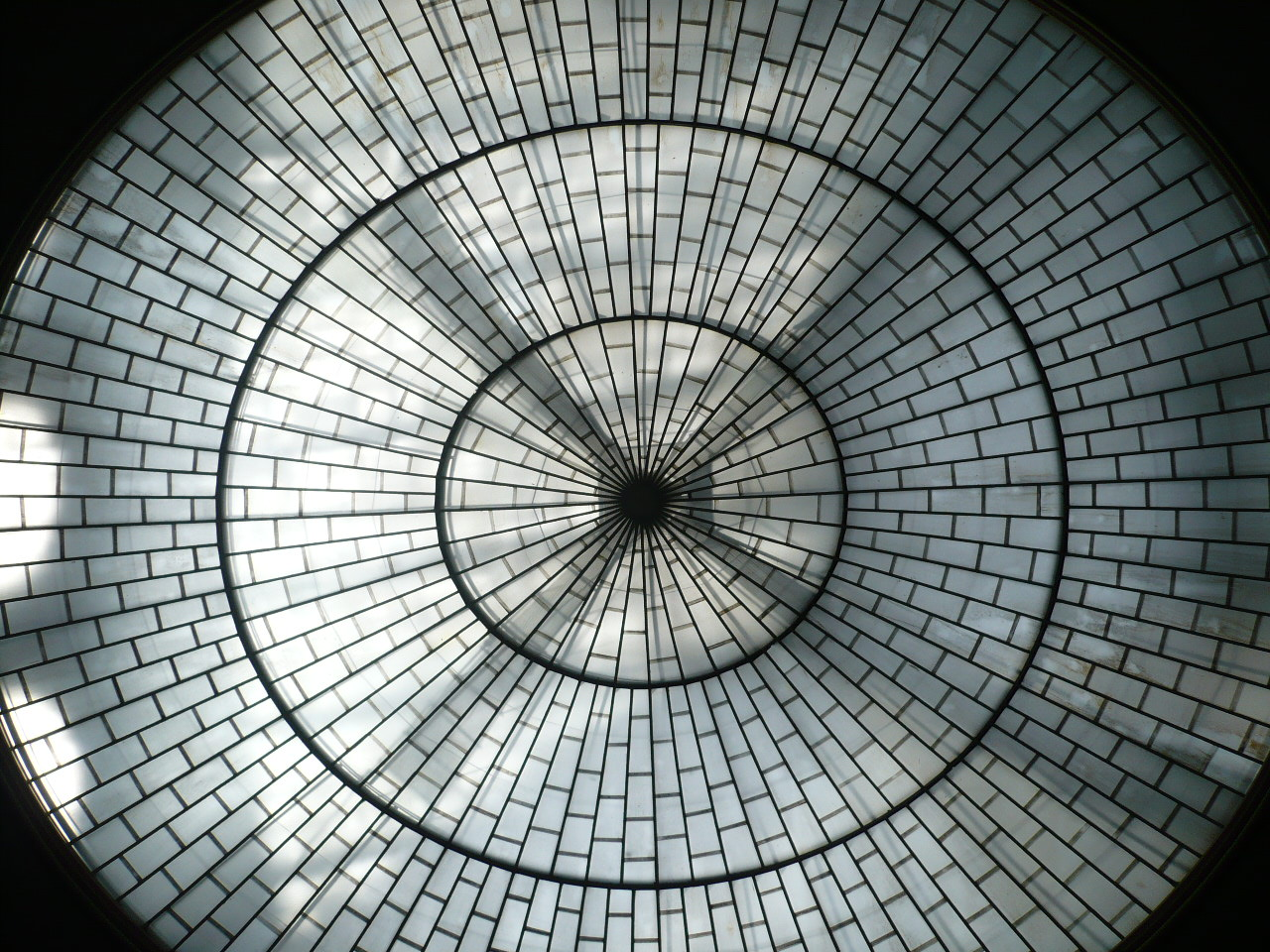
Ingresso e cupola di vetro
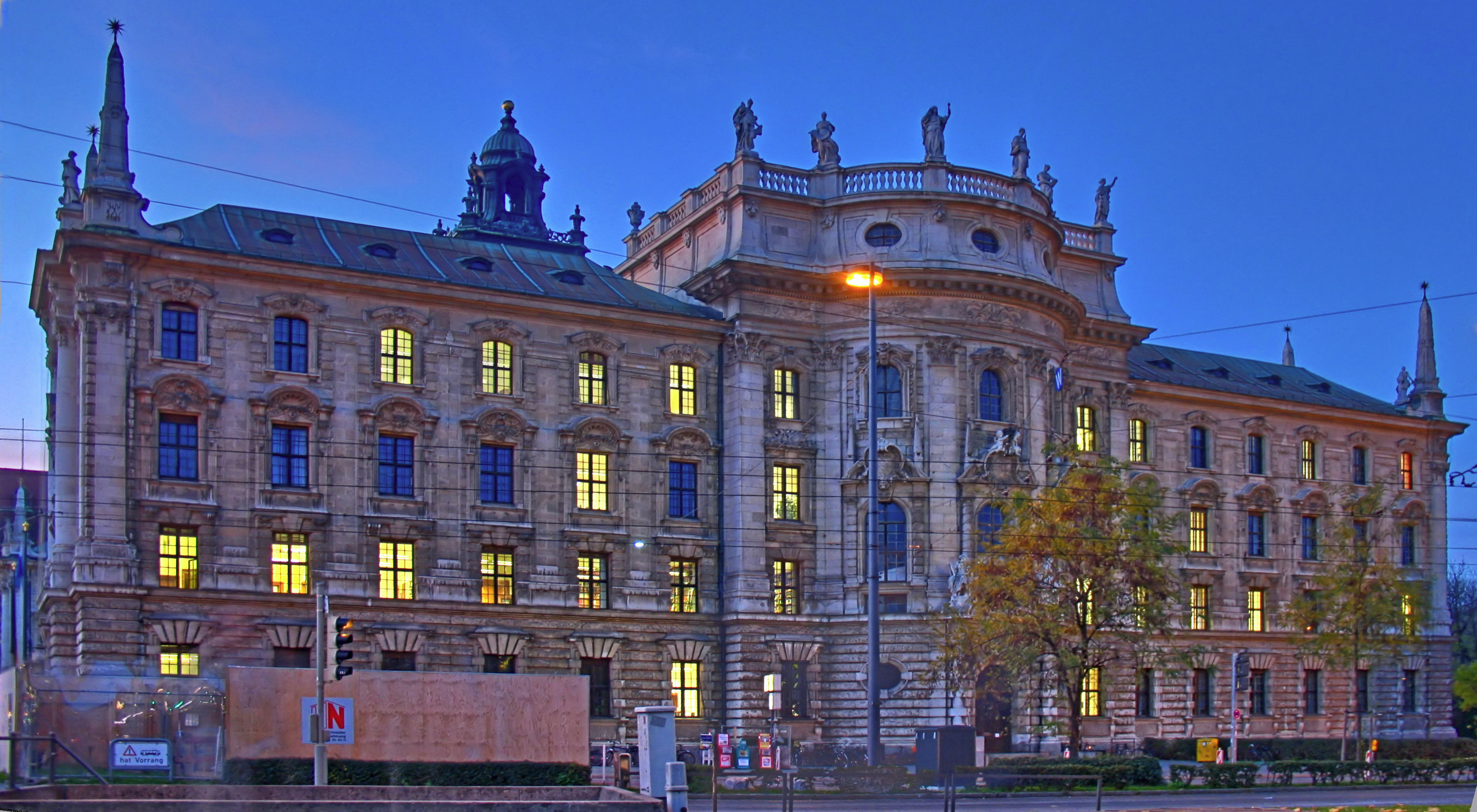
Lato est, veduta dalla piazza Stachus
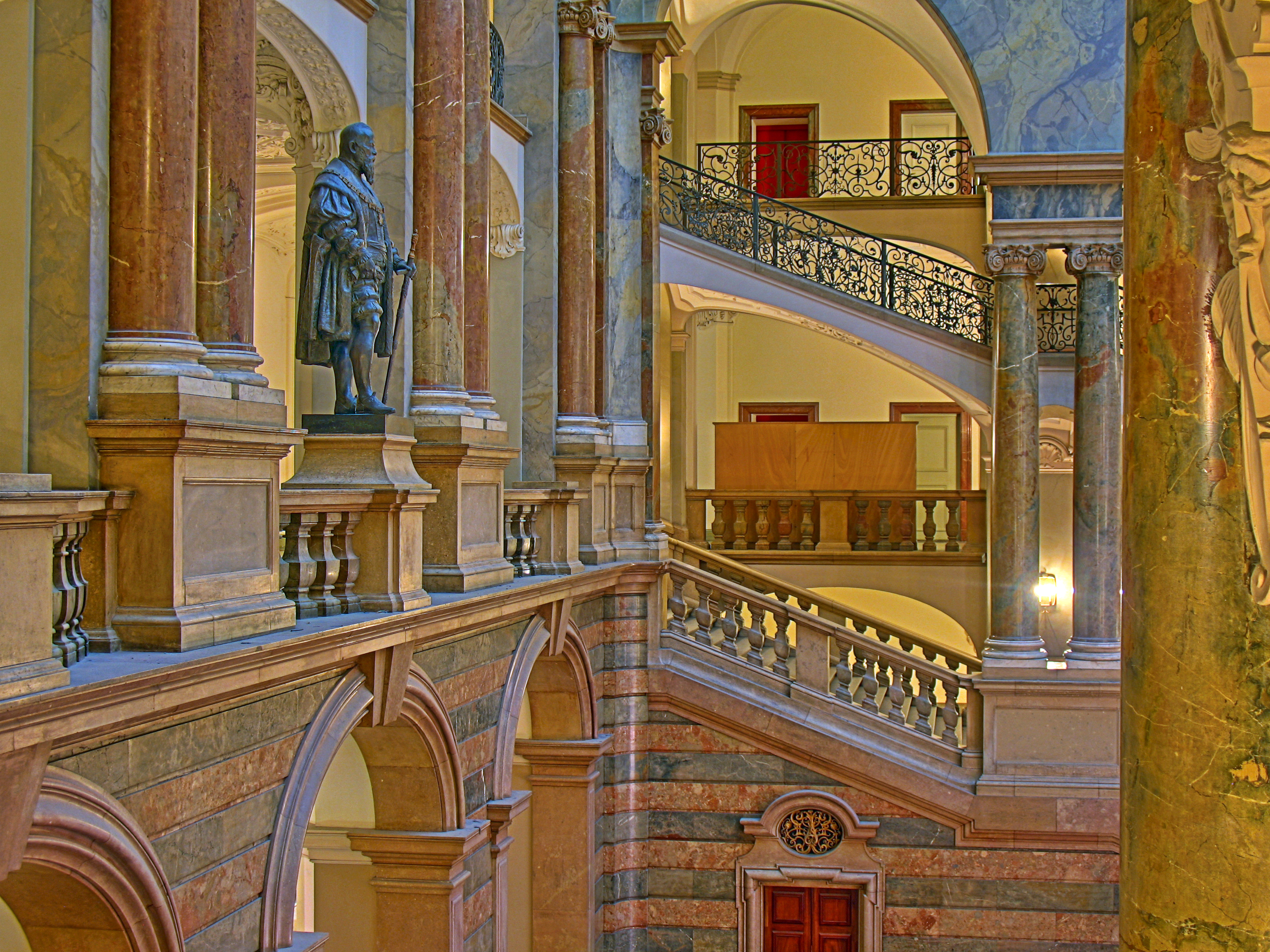
Statua del principe reggente Luitpold di Baviera
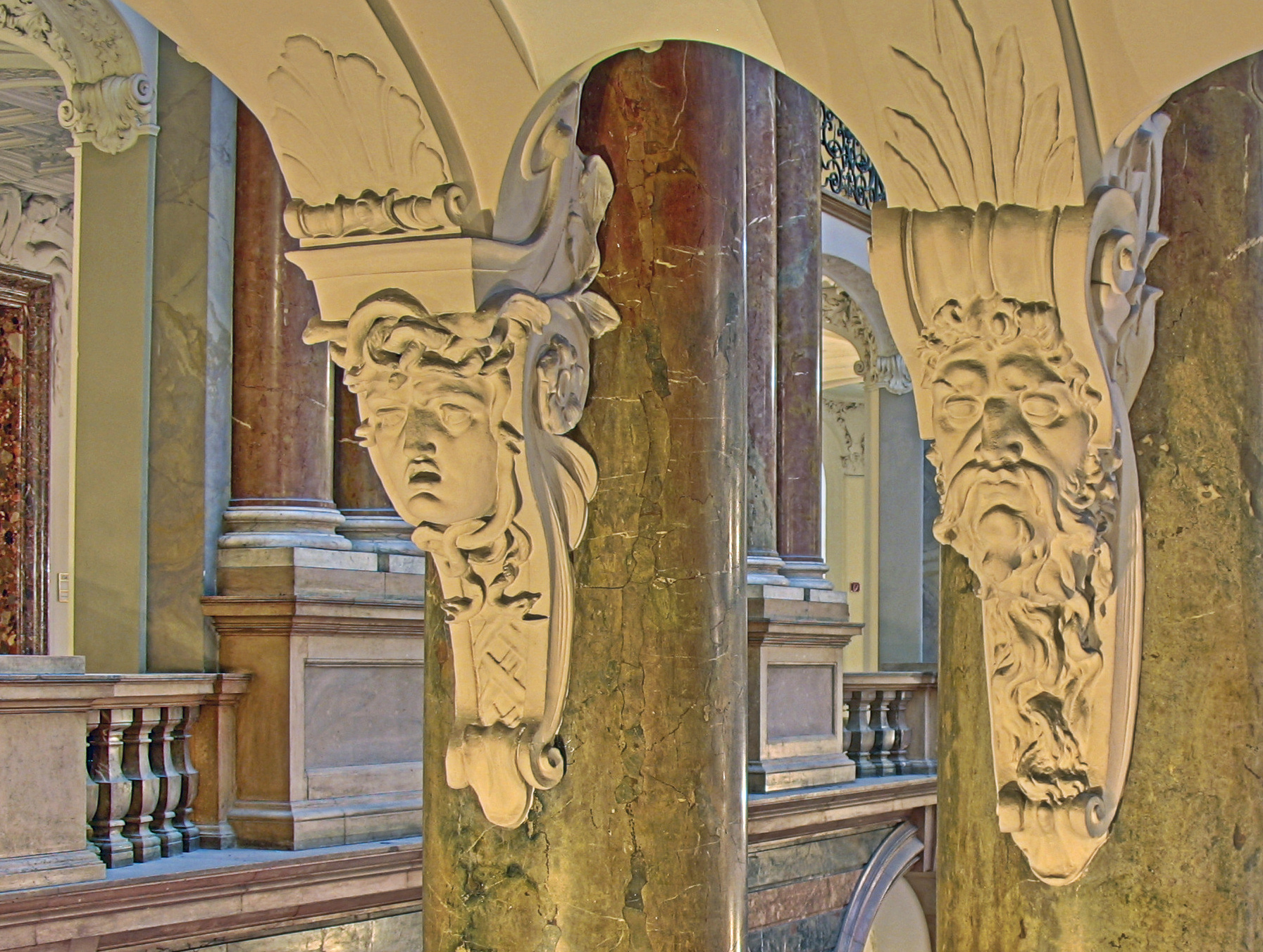
Dettaglio delle colonne della scalinata
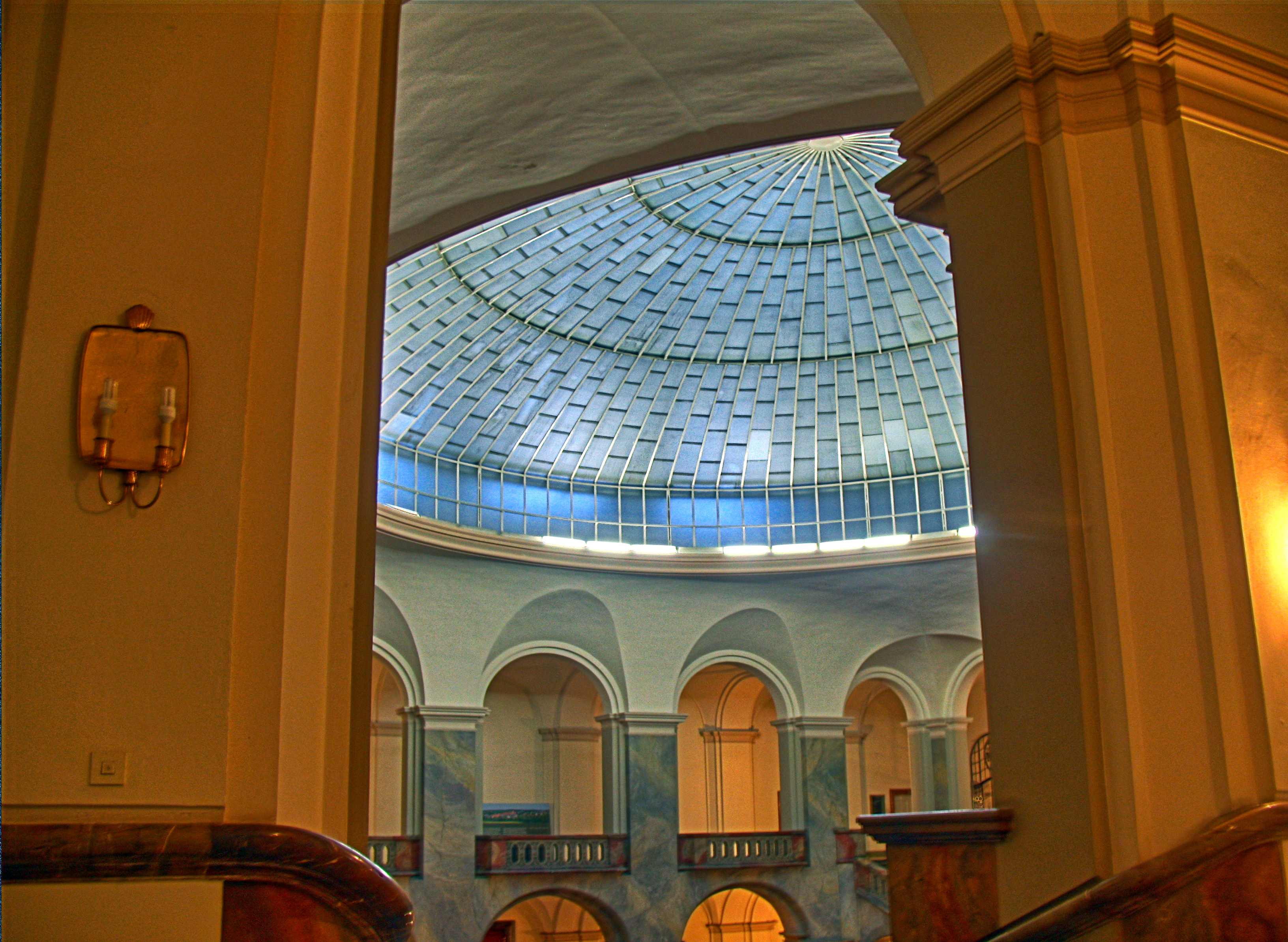
Cupola di vetro